# Неманья Милетич (футболіст, січень 1991)
Не плутати з іншим сербським футболістом, що має аналогічні ім'я, прізвище та рік народження. Про нього див. Неманья Милетич (футболіст, липень 1991)
Неманья Милетич (серб. Nemanja Miletić / Немања Милетић, нар. 16 січня 1991, Косовська Митровиця) — сербський футболіст, захисник кіпрського клубу «Омонія» та національної збірної Сербії.

## Клубна кар'єра
Народився 16 січня 1991 року в місті Косовська Митровиця. Вихованець юнацьких команд футбольних клубів «Бане» (Рашка) та «Слога» (Кралєво). У дорослому футболі дебютував 2010 року виступами за команду «Слога» (Кралєво), в якій провів чотири сезони, взявши участь у 113 матчах нижчих дивізіонів чемпіонату Сербії. Більшість часу, проведеного у складі кралєвицької «Слоги», був основним гравцем захисту команди.
2014 року перейшов у «Борац» (Чачак), у складі якого дебютував у вищому дивізіоні Сербії, а потім на початку 2016 року слідом за головним тренером команди Ненадом Лалатовичем перейшов у «Воєводину».
27 серпня 2016 року підписав контракт з бельгійським клубом «Вестерло», втім вже за підсумками першого сезону 2016/17 клуб зайняв 16-те місце і вилетів з вищого дивізіону, після чого Милетич за 350 000 євро повернувся на батьківщину, підписавши контракт з одним із місцевих грандів столичним клубом «Партизан», підписавши трирічний контракт. У першому ж сезоні виграв з командою Кубок Сербії і був включений до символічної збірної Суперліги 2017/18. Станом на 2 грудня 2018 року відіграв за белградську команду 48 матчів в національному чемпіонаті.

## Виступи за збірну
14 жовтня 2018 року дебютував в офіційних іграх у складі національної збірної Сербії в матчі Ліги націй УЄФА 2018/19 (Ліга C) проти Румунії, замінивши на 77-ій хвилині Милана Родича.
| Дата       | Місто     | Господарі | Результат | Гості    | Турнір                               | Голи | Примітки |
| ---------- | --------- | --------- | --------- | -------- | ------------------------------------ | ---- | -------- |
| 14-10-2018 | Бухарест  | Румунія   | 0 – 0     | Сербія   | Ліга націй УЄФА 2018-2019 - 1-й етап | -    | 77'      |
| 10-10-2019 | Крушеваць | Сербія    | 1 – 0     | Парагвай | товариський матч                     | -    | 46'      |
| 14-10-2019 | Вільнюс   | Литва     | 1 – 2     | Сербія   | Відбір до ЧЄ 2020                    | -    |          |
| Усього     |           | Матчів    | 3         |          | Голів                                | 0    |          |

## Досягнення
- Володар Кубка Сербії (2):

«Партизан»: 2017-18, 2018-19
- Володар Кубка Кіпру (1):

«Омонія»: 2022-23